# Tetramesa egesta
Tetramesa egesta is een vliesvleugelig insect uit de familie Eurytomidae. De wetenschappelijke naam is voor het eerst geldig gepubliceerd in 1842 door Walker.